# ويليام آلن
ويليام آلن (بالإنجليزية: William Allen)‏ هو سياسي أمريكي ينتمي إلى الحزب الديمقراطي ولد ويليام آلن في 18 أو 27 كانون الاول - ديسمبر من سنة 1803 في مدينة إدينتون بولاية كارولاينا الشمالية . درس آلن القانون وبدأ مسيرته كمحام في ولاية أوهايو في سنة 1827 . خدم ويليام آلن في مجلس النواب الأمريكي ممثلا عن ولاية أوهايو مابين عامي 1833 إلى عام 1835 . كما خدم كذلك في مجلس الشيوخ الأمريكي ممثلا عن ولاية أوهايو مابين عامي 1837 إلى عام 1949 . وفي سنة 1874 شغل آلن منصب حاكم على ولاية أوهايو وقد شغل آلن هذا المنصي إلى سنة 1876 . توفي ويليام آلن في 11 تموز - يوليو من سنة 1879 في مقاطعة روس بولاية أوهايو.